# Rui Campos
Rui Campos, dit Rui (né le 2 août 1922 à São Paulo au Brésil et mort le 2 janvier 2002 dans la même ville), est un footballeur brésilien.